# Every (GReeeeNの曲)
「every」（エブリー）は、GReeeeNの楽曲。NAYUTAWAVE RECORDSから2011年5月25日に配信された。後にシングル『花唄』のカップリングに収録された。また、アルバム『歌うたいが歌うたいに来て 歌うたえと言うが 歌うたいが歌うたうだけうたい切れば 歌うたうけれども 歌うたいだけ 歌うたい切れないから 歌うたわぬ!?』や『C、Dですと!?』にも収録されている。他にもコンピレーションアルバムの「阪神タイガース 選手登場曲 2013 猛虎の出囃子」にも収録されている。

## 収録アルバム
- 「花唄」 (2011年6月22日)
- 『歌うたいが歌うたいに来て 歌うたえと言うが 歌うたいが歌うたうだけうたい切れば 歌うたうけれども 歌うたいだけ 歌うたい切れないから 歌うたわぬ!?』 (2012年6月27日)
- 『阪神タイガース 選手登場曲 2013 猛虎の出囃子』(2013年7月10日)
- 『今から親指が消える手品しまーす。』 ※初回限定盤Bに収録 (2014年8月6日)
- 『C、Dですと!?』 (2015年6月24日)

## タイアップ
- アサヒビール 「アサヒ一番麦」/「ともに、明日へ」CMソング
- NHK教育 『東北発☆未来塾』テーマソング
- 阪神タイガース 藤浪晋太郎選手 登場曲
- 阪神タイガース 大山悠輔選手 登場曲

## 曲の詳細
1. every [4:13]
  - 作詞・作曲 : GReeeeN